# Shiwe Nogwanya
Shiwe Nongwanya (Kroonstad, 7 de março de 1994) é uma futebolista profissional sul-africana que atua como atacante.

## Carreira
Shiwe Nongwanya fez parte do elenco da Seleção Sul-Africana de Futebol Feminino, nas Olimpíadas de 2016. 